# Кожани
Кожа̀ни или понякога Кожане (на гръцки: Κοζάνη, Козани) е град в Гърция, център и най-големият град на административната област Западна Македония, както и на едноименния дем Кожани. Кожани е търговският, образователен, административен и транспортен център на Западна Македония. Градът е център и на Сервийската и Кожанска епархия на Църквата на Гърция.

## География
Кожани се намира на 120 km югозападно от Солун и на 15 km северозападно от язовира Полифитоско езеро, между планините Фламбуро (Пиерия), Каракамен (Вермио), Синяк (Аскио) и Червена гора (Вуринос). Разположен е на 710 m над морското равнище. Името на града вероятно е с български произход и е свързано с търговията на кожа, която от векове се развива в района, или е свързано със селото Коздяни в Епир, от където може би са мигрирали първите жители на града.

## История

### Средновековие
Кожани е построен вероятно в края на XIII век от християни, мигрирали в областта от Епир и от македонската равнина.

### В Османската империя
През XVII и XVIII век се развива търговията между града и Централна Европа, през този период се построяват много господарски домове, храмове, училища и кулата на камбанарията на „Свети Николай“ на централния площад, която е символът на града.
Гръцкият просвещенец Атанасиос Псалидас нарича в своята „География“ (1818 - 1822) Кожани „малко градче“ и пише:
| „ | В Кожани обаче се е запазило елинското училище, и някога от него излизаха забележителни мъже. | “ |

През юни 1830 година албанска военна част се разбунтува и унищожава града.
Александър Синве („Les Grecs de l’Empire Ottoman. Etude Statistique et Ethnographique“), който се основава на гръцки данни, в 1878 година пише, че в Кожани (Kozani) живеят 10 800 гърци.
Според статистиката на Васил Кънчов („Македония. Етнография и статистика“) в 1900 година Кожани е смесен гръцко-турски град с 3000 жители турци, 2800 жители гърци и 300 жители власи.
На Етнографската карта на Битолския вилает на Картографския институт в София от 1901 година Кожани е селище, център на Кожанската каза в Серфидженския санджак с 1150 къщи, от които 600 къщи турски, 500 къщи гръцки и 50 къщи влашки.
Според статистика на гръцкото консулство в Еласона от 1904 година в Кожани (Κοζάνη) по това време живеят 12 000 гърци елинофони и 350 гърци влахофони, сред които няма румънеещи се. На турците, постоянното обитаване в града, било забранено според султанския ферман, който е придобил Харисиос Трандас, през 1664 година, така че те живели само в околните села. През XIX век, както споменават чужди пътешественици, населението на Кожани е гръцко и с тенденция на увеличаване (Уилям Лийк 1835:305 и Ами Буе 1854:87.).
По данни на секретаря на Българската екзархия Димитър Мишев („La Macédoine et sa Population Chrétienne“) в 1905 година в Кожани (Козана) (Kojan Kozana) има 2500 гърци и 300 власи.
Според статистика на Серфидженския санджак на гръцкото консулство в Еласона от 1904 година в Кожани живеят 12 000 гърци елинофони и 350 гърци влахофони, от които никой не се румънее.

### В Гърция
Кожани е освободен от османска власт от гръцката армия през Балканската война на 11 октомври 1912 година. През 20-те години населението му се изселва в Турция и на негово място са настанени гърци туркофони, бежанци от Турция. Общо бежанците, настанени в града, са 955 семейства, от които 135 идват преди 1922 година.
| Име                 | Име                 | Ново име     | Ново име     | Описание                        |
| ------------------- | ------------------- | ------------ | ------------ | ------------------------------- |
| Какамандза Платанос | Κακαμάντζα Πλάτανος | Панорама     | Πανόραμα     |                                 |
| Каяс                | Καγιάς              | Кидониес     | Κυδωνιές     | връх на ЮЗ над Кожани (836 m)   |
| Скъркес             | Σκίρκες             | Метаморфосис | Μεταμόρφωσις | връх на СЗ над Кожани (909 m)   |
| Сеникли             | Σενικλή             | Ипиротика    | Ήπειρώτικα   | връх на СИ над Кожани (825,7 m) |
| Кури                | Κουρί               | Дасос        | Δάσος        | връх на СИ над Кожани           |

Гревенското земетресение от 6,6 по Рихтер през май 1995 година не взема човешки жертви. 
| Година    | 1913 | 1920   | 1928   | 1940   | 1951   | 1961   | 1971   | 1981   | 1991   | 2001   | 2011   | 2021   |
| --------- | ---- | ------ | ------ | ------ | ------ | ------ | ------ | ------ | ------ | ------ | ------ | ------ |
| Население | 9408 | 10 334 | 12 702 | 14 651 | 17 651 | 21 537 | 23 240 | 30 994 | 31 553 | 35 242 | 41 066 | 42 140 |

## Икономика
Кожани е известна световно за произвеждането на гръцки македонски шафран (Крокос Козанис), който е един от най-силните и ценни разновидности в света. Районът е единственото гръцко място, където се култивира подправката шафран, и се изнася за много страни в Европа и Америка.
Много хора в града работят в близките ТЕЦ, където се произвежда 80% от гръцкото електричество. Според проучване ТЕЦ „Агиос Димитриос“, най-голямата гръцка ТЕЦ, оглавява списъка на най-замърсяващите енергийни мощности в Европа за 2006 г.
Други известни локални продукти са мрамори, плодове, вина, ръчни медни съдове и други. Годишната Търговска изложба на Западна Македония, която се организира всеки септември в града – с продукти от Гърция и други балкански страни, и кооперативната Банка на Кожани, допринасят за икономическото развитие на района.

## Забележителности
В Кожани е базата на техническия институт и на Университета на Западна Македония. Градът има около 10 000 студенти. Градската библиотека, датираща от XVII век, е втора по брой на книги в Гърция, след тази в Атина. Най-голямата забележителност на Кожани е фолклорно-историческият музей, сграда с традиционна македонска архитектура. Други музеи в града са археологическият, музеят на съвременната регионална история и господарските домове на Григориос Вуркас и Георгиос Ласанис. В последния се намира градската картографска библиотека. Църквата „Свети Николай“ в центъра на града е строена в 1664 – 1721 година има забележителен резбован иконостас от края на XVIII век, чиито икони са изписани от Христофор Жефарович.
Близо до Кожани на левия бряг на река Бистрица (Алиакмонас) се намира прочутият манастир „Свети Никанор Завордас“ от XV век с красиви стенописи. В манастира през 1959 година е намерен ръкопис на патриарх Фотий I Константинополски от IX век.
Много стара традиция за Кожани е организацията на карнавала в края на зимата, който продължава 12 дни и завършва с голям парад в центъра и с палене на огньове.

## Транспорт
Магистралата „Егнатия Одос“, пресичаща Северна Гърция, минава край Кожани. Летището „Филипос“ се намира на 3 km от града. Близо до центъра се намира и последната гара на железопътната линия Солун-Кожани.

## Спорт
Представителният футболен отбор на града носи името ФК Кожани.

## Побратимени градове
- Бристол, Кънектикът, САЩ
- Търговище, България
- Яш, Румъния

## Личности
Едни от най-известните личности, родени в XVIII век в Кожани, са гръцкият учен, лекар и революционер Георгиос Сакелариос, гръцкият революционер и политик Георгиос Ласанис, ученият и лекар Михаил Пердикарис, гръцкият революционер Йоанис Цондзас, сърбоманският политик Тома Костич Хеким и гръцкият лекар и писател Харисиос Мегданис. Други известни кожанци са гръцкият поет Атанасиос Дяфас, гръцкият общественик Григориос Паракименос, духовникът Константий Русис, гръцката актриса Ава Галанопулу, гръцките политици Ана Диамандопулу и Михалис Папаконстантину. В Кожани е роден прапрадядото на Херберт фон Караян – Георг Йоханес Караянис.